# دانيال داي
دانيال داي (بالإنجليزية: Daniel Day)‏ هو مدير أمريكي، ولد في 3 مارس 1767 في ميندون في الولايات المتحدة، وتوفي في 26 أكتوبر 1848 في أوكسبريدج في الولايات المتحدة.